# Riposo in Egitto con san Francesco

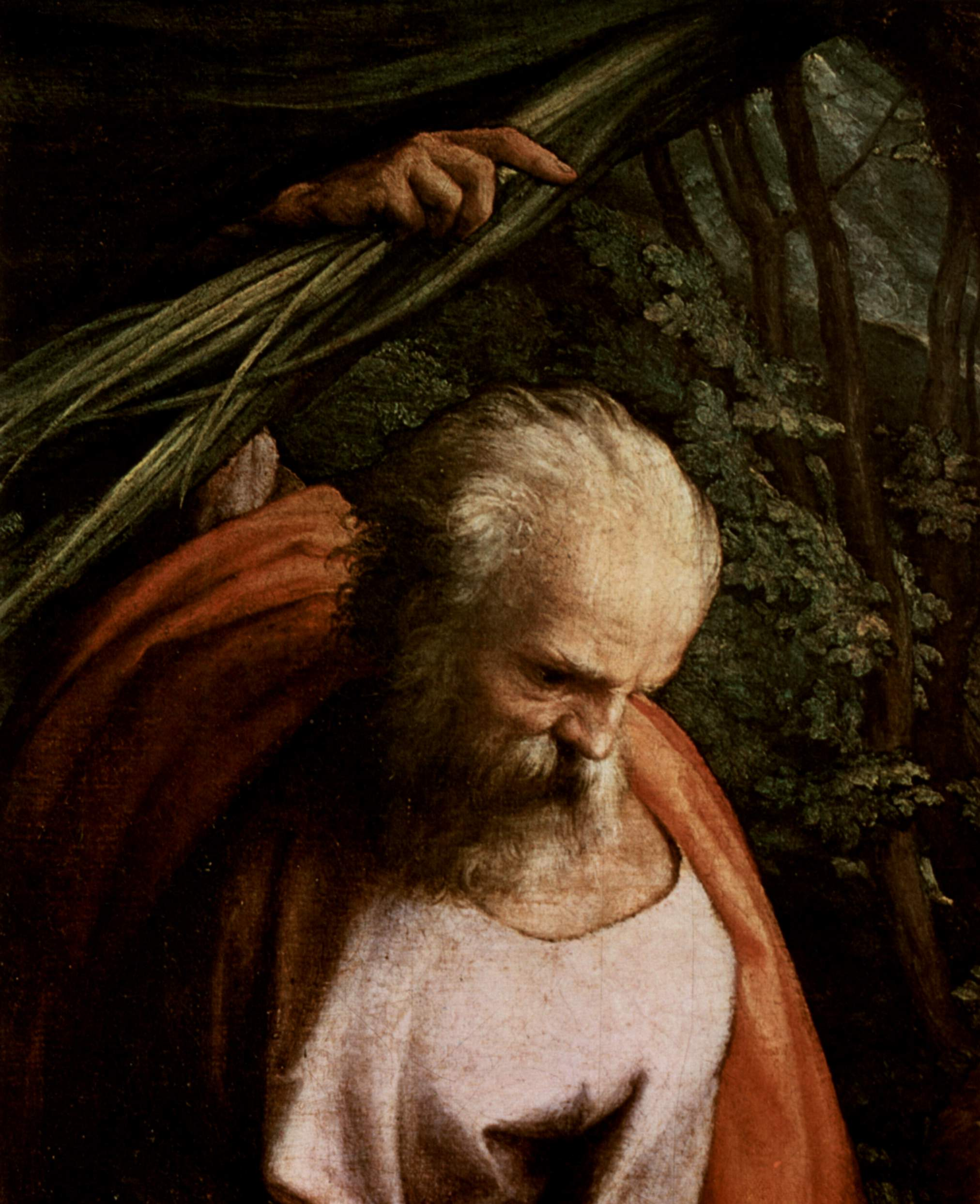
Dettaglio, san Giuseppe

Il Riposo in Egitto con san Francesco è un dipinto a olio su tela (123,5x106,5 cm) di Correggio, databile al 1520 circa e conservato nella Galleria degli Uffizi di Firenze.

## Storia
In passato attribuita a Federico Barocci, oggi la tela è universalmente riconosciuta al Correggio. Il dipinto è stato messo in relazione con le disposizioni testamentarie del giurista Francesco Munari, che nel 1520 lasciò del denaro alla chiesa di San Francesco di Correggio perché venisse decorata la cappella dell'Immacolata Concezione, dove aveva espresso il desiderio di venire sepolto. La presenza di san Francesco si spiegherebbe infatti con l'eponimia del committente.
Rimase nella chiesa di San Francesco, dove era ospitata anche la Madonna di San Francesco oggi a Dresda, nel 1638 il duca Francesco I d'Este lo fece trasferire nelle sue raccolte di Modena e la fece sostituire con una copia fatta eseguire da Jean Boulanger.
A differenza della maggior parte dei dipinti della collezione d’Este che passarono a Dresda a metà del Settecento, questo è rimasto in Italia poiché prima di allora era stato barattato, nel 1649, con il Sacrificio di Isacco di Andrea del Sarto allora in possesso della famiglia Medici a cui toccò la sorte di migrare a Dresda dove ancora oggi si trova. Il riposo in egitto passò così alla collezione di Ferdinando II de' Medici, che la fece esporre nella Tribuna degli Uffizi.
La datazione del dipinto è dubbia. Potrebbe risalire al 1520 (quando venne redatto il testamento di Munari) o agli anni immediatamente successivi: la somiglianza tra l'immagine della Madonna e quella della Diana nella camera di San Paolo, non anteriore al 1519, pare suffragare questa ipotesi anche dal punto di vista stilistico.
Una menzione manoscritta dell’opera si rintraccia in un inventario della collezione di Scipione Borghese (1615-1630) che aveva incluso la personale collezione di Giuseppe Cesari, detto il Cavalier d’Arpino: “un quadro la Madonna, il figliolo, san Gioseppe et un san Francesco cornice negra profilata d’oro […] copia del Correggio fatta da Gioseppino”. Si trattava quindi di una copia del dipinto eseguita dal pittore romano, forse da un’altra copia presente a Roma nel tardo Cinquecento a meno di non voler supporre una sua visita a Correggio. Comunque siano andate le cose la presenza a Roma nel primo Seicento di questa copia dovette contribuire a rafforzare la peraltro già elevata fortuna del Correggio nell’Urbe.

## Descrizione e stile
Il dipinto è ispirato a un episodio dell'infanzia di Cristo narrato nel vangelo apocrifo dello pseudo-Matteo: durante il viaggio di ritorno dall'Egitto, la Sacra famiglia si fermò per riposare all'ombra di una palma; la pianta si sarebbe piegata per offrire i suoi datteri ai viandanti e dalle sue radici sarebbe sgorgata dell'acqua.
Al centro della scena la Vergine, assorta, seduta ai piedi dell'albero, regge sulle ginocchia il Bambino, che guarda verso l'osservatore e tende le mani verso Giuseppe, il quale gli porge dei frutti; sulla parte destra della tela è raffigurato Francesco d'Assisi che, inginocchiato, contempla la scena.